# Pascal Reymond
Pascal Reymond (* 1965) ist ein ehemaliger Schweizer Skispringer.

## Werdegang
Am 30. Dezember 1984 sprang Reymond erstmals im Skisprung-Weltcup und beendete das Auftaktspringen zur Vierschanzentournee 1984/85 in Oberstdorf mit dem 65. Platz. Auch die weiteren Springen der Tournee verliefen weitgehend erfolglos. Erst am 8. Januar 1985 konnte er in Cortina d’Ampezzo erstmals in die Punkteränge springen und beendete den Wettkampf mit dem 14. Platz. Bei der Nordischen Skiweltmeisterschaft 1987 in Oberstdorf erreichte Reymond auf der Normalschanze den 36. und auf der Grossschanze den 49. Platz. Nach der Weltmeisterschaft sprang er in beiden Weltcup-Springen in Lahti in die Punkteränge und beendete damit die Weltcup-Saison 1986/87 auf dem 39. Platz in der Gesamtwertung. Am 17. Dezember 1988 konnte der Schweizer mit einem siebten Platz in Sapporo sein bestes Weltcupergebnis erzielen, wobei er auch den späteren Gesamtsieger Jan Boklöv hinter sich ließ. Weitere Platzierungen unter den besten Zehn konnte Reymond sonst nur im Europacup und anderen kleineren Veranstaltungen erzielen. Nach der Nordischen Skiweltmeisterschaft 1989 in Lahti, bei der er auf der Normalschanze den 43. und auf der Grossschanze den 42. Platz errang, beendete Reymond seine aktive Skisprungkarriere.

## Erfolge

### Weltcup-Platzierungen
| Saison  | Platz | Punkte |
| ------- | ----- | ------ |
| 1984/85 | 70.   | 02     |
| 1986/87 | 39.   | 15     |
| 1988/89 | 45.   | 09     |